# Aeroportul Internațional Brownsville/South Padre Island
Aeroportul Internațional Brownsville/South Padre Island (IATA: BRO, ICAO: KBRO, FAA LID: BRO) este un aeroport din Texas, Statele Unite ale Americii ce deservește zona Brownsville⁠(d). Aeroportul a fost tranzitat în 2023 de 298.000 de pasageri. A fost numit după zona deservită.
Situat la o altitudine de 7 m, aeroportul dispune de 2 piste.

## Infrastructură

### Piste
Aeroportul dispune de 2 piste. Pista 13/31 are suprafața de asfalt și dimensiunile 7.399 picioare × 150 picioare. Pista 18/36 are suprafața de asfalt și dimensiunile 6.000 picioare × 150 picioare. 